# Megarhyssa greenei
Megarhyssa greenei — вид насекомых из семейства ихневмонид. Обитает в США и Канаде.

## Описание
Внешний вид весьма схож с Megarhyssa macrurus, но у последних яйцеклад длиннее, а тёмные пятна на крыльях более выражены. У Megarhyssa greenei также отсутствует тёмная полоска на лице, имеющаяся у Megarhyssa macrurus. Голова жёлтая. Мезосома красновато-коричневая и желтая. Передние крылья длиной от 12 до 27 мм у самок и от 10 до 16 мм у самцов. Паразит рогохвоста Tremex columba.